# 55565 Aya
|  | Sammenskrivningsforslag Artiklen 55565 Aya er foreslået føjet ind i Kuiperbæltet. (Siden marts 2020) Diskutér forslaget |

2002 AW197 er en asteroide i Kuiperbæltet med 700 km i diameter.
| Astronomi | Spire Denne artikel om astronomi er en spire som bør udbygges. Du er velkommen til at hjælpe Wikipedia ved at udvide den. |